# Asansol
Asansol (Bengaals: আসানসোল, Āsānsol) is de belangrijkste industriële stad in de Indiase deelstaat West-Bengalen en na Calcutta de op een na grootste stedelijke agglomeratie in West-Bengalen. De stad is het bestuurlijk centrum van het district Paschim Bardhaman, nabij de grens van de staat Jharkhand. De stad zelf heeft 486.304 inwoners en de hele agglomeratie 1.090.171 inwoners (2001). Hiermee bereikt het een dichtheid van 3744/km².
De economie is voornamelijk gebaseerd op kolen- en staalindustrie. Er is ook een producent van locomotieven gevestigd.
De postcode is 713 301.